# أثر جائحة فيروس كورونا على الاقتصاد في الهند
الآثار الاقتصادية التي نتجت عن جائحة فيروس كورونا 2019-20 في الهند مدمرة على نحو كبير. خفض البنك الدولي ووكالات التصنيف الائتماني تقديرات النمو في الهند للسنة المالية 2021 إلى أدنى قيم شهدتها البلاد خلال ثلاثة عقود منذ التحرير الاقتصادي في التسعينيات. قال كبير المستشارين الاقتصاديين السابق في حكومة الهند إن الهند يجب أن تستعد لمعدل نمو سلبي في السنة المالية 2021. وعلى الرغم من ذلك، بلغت توقعات صندوق النقد الدولي لنمو الناتج المحلي الإجمالي في الهند في السنة المالية 2021-22  نحو 1.9%، وهي القيمة الأعلى بين دول مجموعة العشرين. في غضون شهر، ارتفع معدل البطالة في الهند من 6.7% في مارس إلى 15% في أبريل. خلال فترة الإغلاق، فقدَ 14 كرور (140 مليون) شخص وظائفهم. أبلغت أكثر من 45% من الأسر في أنحاء البلاد عن انخفاض الدخل مقارنةً بالعام الفائت.
كان من المتوقع أن يخسر الاقتصاد الهندي أكثر من 32,000 كرور روبية (4.5 مليار دولار أمريكي) بشكل يومي خلال أول 21 يومًا من الإغلاق التام، المُعلن عنه عقب تفشي فيروس كورونا. خلال الإغلاق التام، شكلت الفعاليات الاقتصادية التي واصلت عملها أقل من ربع الحركة الاقتصادية للهند التي تبلغ قيمتها 2.8 تريليون دولار. من المتوقع أن تتأثر نسبة من الشركات الموجودة في الهند تصل إلى 53% بشكل كبير. تعرضت سلاسل التوريد للضغوط بسبب القيود المفروضة خلال الإغلاق؛  إذ لم يكن في البداية واضحًا ما هو «ضروري» وما هو غير ضروري. العاملون في القطاعات غير الرسمية والمياومون هم الأكثر عرضة للتأثر. يواجه عدد كبير من المزارعين الذين ينتجون مواد سريعة التلف في جميع أنحاء البلاد المخاوف. وتلجأ الكثير من الشركات كالفنادق وشركات الطيران إلى خفض الرواتب وتسريح الموظفين.

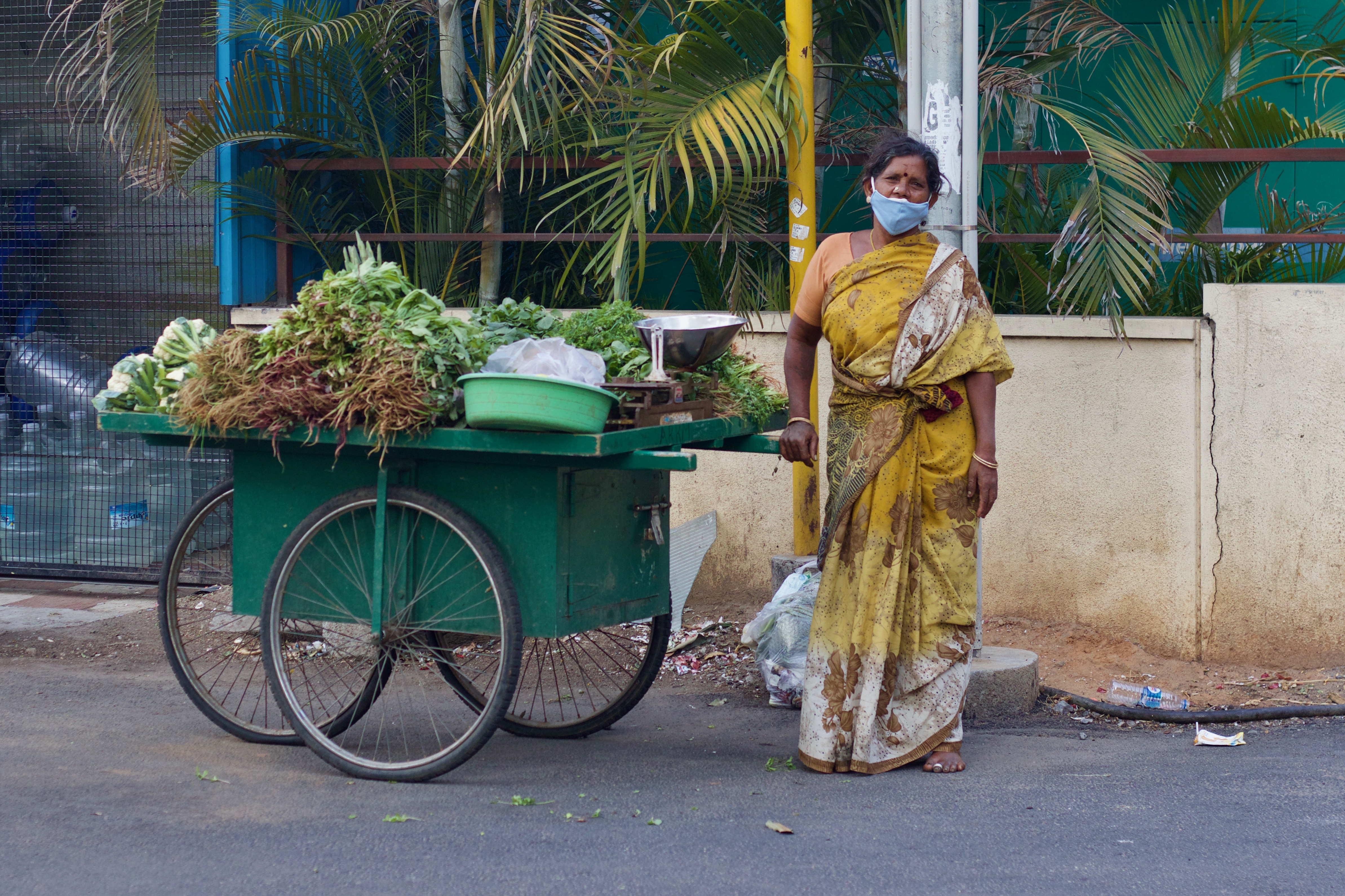
بائعة خضار، سلاسل التوريد الأساسية والخدمات اللوجستية، الحياة في ظل الإغلاق، بنغالور ربيع 2020.

علّقت الشركات الكبرى في الهند مثل لارسن أند توبرو وبهارات فورج وشركة إسمنت ألتراتِك وغرازيم للصناعات ومجموعة أديتا بيرلا وشركة بهارات للصناعات الكهربائية الثقيلة وتاتا موتورز عملياتها مؤقتًا أو قلّصتها على نحو ملحوظ. تأثرت الشركات الناشئة بانخفاض التمويل. خفضت شركات السلع الاستهلاكية سريعة الحركة في البلاد عملياتها بشكل كبير وصبّت تركيزها على الضروريات. وتأثرت/تأخرت بعض الصفقات الدفاعية، مثل تسليم مقاتلات داسو رافال. سجلت أسواق الأسهم في الهند أسوأ خسائرها في التاريخ في 23 مارس 2020. ومع ذلك، في 25 مارس، بعد يوم واحد من إعلان رئيس وزراء الهند الإغلاق التام مدة 21 يومًا، سجلت سينسكس ونيفتي أكبر مكاسبهما خلال 11 عامًا، إذ أضافتا نحو 4.7 لَك كرور روبية (66 مليار دولار أمريكي) إلى ثروة المستثمرين.
أعلنت حكومة الهند عن مجموعة متنوعة من التدابير لمعالجة الوضع، من الأمن الغذائي والتمويل الإضافي للرعاية الصحية، إلى الحوافز المتعلقة بالقطاعات وتمديد المهلة الضريبية. وأُعلن في يوم 26 مارس عن عدد من تدابير الإغاثة الاقتصادية للفقراء بلغت قيمتها أكثر من 170,000 كرور روبية (24 مليار دولار أمريكي). وفي اليوم التالي، أعلن بنك الاحتياطي الهندي أيضًا عن عدد من التدابير هدفها توفير 374,000 كرور (52 مليار دولار أمريكي) للنظام المالي في البلاد. وفي 29 مارس، سمحت الحكومة بحركة جميع السلع الأساسية وغير الأساسية خلال الإغلاق. في 3 أبريل، أفرجت الحكومة المركزية عن المزيد من الأموال للأقاليم لمواجهة فيروس كورونا بلغ مجموعها 28,379 كرور (4.0 مليار دولار أمريكي). ووافق البنك الدولي ومصرف التنمية الآسيوي على تزويد الهند بالدعم الاقتصادي اللازم للتصدي لجائحة فيروس كورونا.

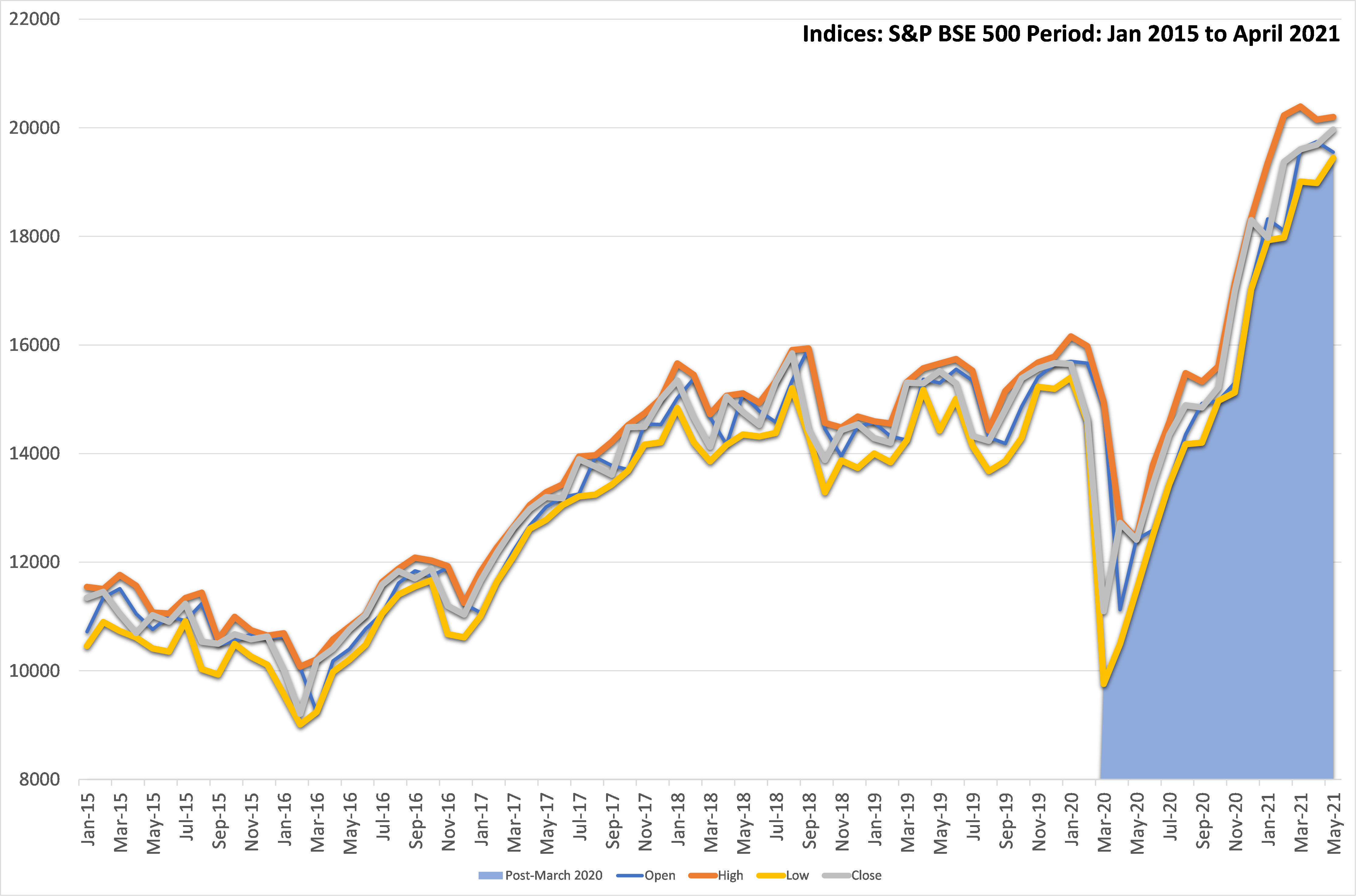
مؤشرات: مؤشر إس آند بي 500 لبورصة بومباي (1 يناير 2015 حتى 9 مايو 2020)

في 14 أبريل، مدد رئيس وزراء الهند الإغلاق إلى 3 مايو. ووُضعت مجموعة جديدة من المبادئ الإرشادية منها استعادة النشاط الاقتصادي تدريجيًا وتخفيف الإغلاق، لتدخل حيز التنفيذ اعتبارًا من 20 أبريل. في 17 أبريل، أعلن حاكم بنك الاحتياطي الهندي عن المزيد من التدابير التي ستتخذ لمواجهة الأثر الاقتصادي للوباء بما فيها تقديم 50,000 كرور (7.0 مليار دولار أمريكي) لتمويل البنك الوطني للتنمية الزراعية والرعوية وبنك الهند لتنمية الصناعات الصغيرة، والبنك الوطني للإسكان. في 18 أبريل، غيرت الحكومة سياسة الاستثمار الأجنبي المباشر في الهند لحماية الشركات الهندية خلال الجائحة. وجمدت إدارة الشؤون العسكرية مستحوذات رأس المال حتى بداية السنة المالية الجديدة. أعلن رئيس أركان الدفاع أنه يجب على الهند تقليل واردات الدفاع المكلفة وإعطاء الفرصة للإنتاج المحلي، والتأكد من عدم «تحريف المتطلبات التشغيلية». في 12 مايو، أعلن رئيس وزراء الهند عن حزمة اقتصادية مع التركيز على الهند بوصفها دولة تعتمد على نفسها. خلال الأيام الثلاثة اللاحقة، كشف وزير المالية تفاصيل الحزمة الاقتصادية.
وضح مكتب الإعلام الصحفي حقيقة مفادها أن الأخبار المتعلقة بفرض حالة طوارئ مالية في الهند زائفة. لم تُفرض حالة الطوارئ المالية في الهند أبدًا حتى الآن. قال رئيس بنك الاحتياطي الهندي السابق راغورام راجان إن جائحة فيروس كورونا في الهند قد تكون «أكبر حالة طوارئ منذ الاستقلال».

## الإجراءات الحكومية

### فلسفة الحكومة
في استطلاع للرأي أجراه «مقياس إدلمان للثقة» على الصعيد العالمي، وشمل أكثر من 13200 شخصًا، وافق 67% من المشاركين على أن «الأولوية القصوى للحكومة يجب أن تتمثل في إنقاذ أكبر عدد ممكن من الأرواح حتى لو أدى ذلك إلى تباطؤ التعافي الاقتصادي». أي أن الحياة يجب أن تكون أكثر أهمية من سبل العيش. بالنسبة للهند، بلغت نتائج الاستطلاع نسبة 64% مقابل 36%، إذ وافق 64% من الناس على أن إنقاذ أكبر عدد ممكن من الأفراد يمثل أولوية، ووافق 36% أن إنقاذ الوظائف واستئناف الاقتصاد هو الأولوية.
في الهند، دارت المناقشة حول أهمية الحفاظ على الحياة مقابل الاهتمام بسبل العيش، فأعلنت الحكومة أولًا أن الحفاظ على الأرواح سيكون الأولوية، وهو ما تغير لاحقًا حين أعربت الحكومة عن أن الحياة وسبل العيش سيّان في الأهمية. بحلول منتصف مايو، كانت العاصمة حريصة على استئناف النشاط الاقتصادي، فيما أبدى رؤساء وزراء الأقاليم ردود فعل متباينة.
24 مارس: Jaan hai toh jahaan hai (لا وجود لسبل العيش إلا بوجود الحياة)
أعلن رئيس وزراء الهند مودي عن أول 21 يومًا من الإغلاق في الهند في 24 مارس. وقال في خطابه حينها: "Jaan hai toh jahaan hai " (الترجمة: لا وجود لسبل العيش إلا بوجود الحياة). 
11 أبريل: Jaan bhi jahaan bhi (الحياة وسبل العيش متماثلان في الأهمية)
في لقاء بين رؤساء وزراء الأقاليم ورئيس وزراء الهند في 11 أبريل، قال رئيس وزراء الهند: «كان شعارنا في وقت سابق Jaan hai toh jahaan hai ولكنه أصبح الآن: Jaan bhi jahaan bhi (الترجمة: الحياة وسبل العيش متماثلان في الأهمية). في 14 أبريل، وجه مودي خطابًا آخر للشعب، أعلن فيه عن تمديد الإغلاق حتى 3 مايو، مع تطبيق بعض التعديلات.
11 مايو: Jan Se Lekar Jag Tak (من فرد واحد إلى البشرية جمعاء)
في الاجتماع الخامس لرئيس وزراء الهند مع رؤساء وزراء الأقاليم في 11 مايو، قال رئيس وزراء الهند إن على الهنود الاستعداد لعالم ما بعد جائحة فيروس كورونا، لأنه سيتغير كما تغير وجه العالم بعد الحروب العالمية. وقال مودي خلال الاجتماع "Jan se lekar jag tak" (الترجمة: من فرد واحد إلى البشرية جمعاء)، سيكون المبدأ وطريقة الحياة الجديدين. 
12 مايو: Atmanirbhar Bharat (الهند المكتفية ذاتيًا)
في 12 مايو، قال رئيس وزراء الهند للشعب إن جائحة كورونا فرصة للهند لتحقيق المزيد من الاكتفاء الذاتي. وقدم حزمة اقتصادية تحت عنوان Atmanirbhar Bharat Abhiyan  (الترجمة: مهمة تحقيق الاكتفاء الذاتي للهند). وضحت وزيرة المالية تفاصيل الحزمة خلال الأيام الخمسة التالية.

### الخط الزمني
- في 19 مارس، أعلن رئيس الوزراء ناريندرا مودي خلال خطابٍ مباشر موجه للشعب عن تشكيل فرقة العمل المعنية بالاستجابة الاقتصادية لجائحة كوفيد-19 بقيادة وزيرة المالية نيرمالا سيتارامان.[28][29][30][31] على الرغم من عدم إقرار حزم الإغاثة رسميًا أو تحديد موعد رسمي لتقديمها، بدأت المشاورات مع الأطراف المعنية على الفور.[32] وجرت المشاورات بين وزارة المالية وبنك احتياطي الهند والوزارات بهدف تقييم أضرار القطاعات المتأذية مثل الطيران والضيافة والمشاريع الصغيرة والمتوسطة.[33]
- في 21 مارس 2020، وافق مجلس وزراء الاتحاد على حوافز قيمتها 40,995 كرور (5.7 مليار دولار أمريكي) لقطاع التصنيع الإلكتروني.[34][35]
- أعلنت حكومات ولايات عدة عن تقديم مساعدات مالية للفقراء في القطاعات غير المنظمة. في 21 مارس، قررت حكومة ولاية أتر برديش منح مساعدات مالية على شكل تحويلات مباشرة بقيمة 1000 روبية (14 دولارًا أمريكيًا) لكل المياومين في الولاية[36] وأعلنت منطقة بنجاب في اليوم التالي عن تقديم 3000 روبية (42 دولارًا أمريكيًا) لعمال البناء المسجلين في الدولة.[37] في 23 مارس أُعلن عن تقديم مساعدات بقيمة 1000 روبية أسبوعيًا للعمال والباعة الجوالين وسائقي المركبات في ولاية هاريانا، تودع مباشرة في حساباتهم المصرفية. إضافة إلى توفير الحصص التموينية للأسر تحت خط الفقر (بما فيها الرز والقمح وزيت الخردل والسكر) مجانًا لشهر أبريل.[38]
- في 24 مارس، أعلن رئيس الوزراء في خطاب للشعب عن تمويل قطاع الرعاية الصحية  بقيمة 15,000 كرور روبية (2.1 مليار دولار أمريكي).[39]
- في 24 مارس في الساعة 2:30 مساءً أدلت وزيرة المالية بإعلانات متعددة تتعلق بالاقتصاد منها تمديد المهل الأخيرة لتقديم إقرارات ضريبة السلع والخدمات وإقرارات ضريبة الدخل إلى جانب تمديد مواعيد استحقاق خطة سابكا فيشفاز (تسوية المنازعات القديمة) لعام 2019، والتخليص الجمركي ومسائل الامتثال بموجب القانون الجمركي والقوانين المرتبطة به إلى يونيو 2020.[40][41]

#### الطور الأول للإغلاق (25 مارس-14 أبريل)
- في 25 مارس، أعلنت حكومة مودي عن أكبر مخطط للأمن الغذائي في العالم موجه لحماية 800 مليون شخص في البلاد. أعلن وزير شؤون مجلس الوزراء براكاش جافاديكار في مؤتمر صحفي أن الحصة التموينية ستكون 7 كغ كل شهر وستشمل القمح بتكلفة 2 روبية (2.8 سنتًا أمريكيًا) للكيلوغرام والرز بسعر 3 روبية (4.2 سنتًا أمريكيًا) للكيلوغرام الواحد.[42]
- في 25 مارس، حظرت حكومة ولاية أتر برديش تصنيع التنباك وبيعه، وذكرت في الأمر أن «بصق التنباك يمكن أن يساعد في نشر كوفيد-19».[43] وعقب ذلك، حظرت ولايات أخرى مثل أندرا برديش وراجستان وغوجارات البصق في الأماكن العامة.[42][44][45][46]
- في 26 مارس، أعلنت وزيرة المالية عن عدد من تدابير الإغاثة الاقتصادية لمساعدة الفقراء. منها تمويل برادان مانتري غاريب كاليان يوجانا (خطة رئيس الوزراء لرعاية الفقراء) بمبلغ 170,000 كرور (24 مليار دولار أمريكي) وتؤمن تلك الخطة التحويلات النقدية والأمن الغذائي على حد سواء؛ كي لا يجوع أحد خلال الإغلاق.[47] سيحصل المستفيدون من خطة برادان مانتري أوجوالا يوجانا على أسطوانات الغاز بشكل مجاني ثلاثة أشهر على الأقل. ويقدر المستفيدون بأكثر من 80 مليون أسرة تحت خط الفقر.[48] ستعجّل الحكومة الدفعة الأولى (2,000 كرور روبية) المستحقة في 2020-2021 في أبريل بموجب مبادرة برادان مانتري كيسان سامان نيدي. وبالنسبة للعاملين في القطاع المنظم، ستدفع الحكومة مساهمات صندوق ادخار الموظفين من الجانبين لنحو 8 ملايين موظف في الشركات الصغيرة ممن يكسبون ما يصل إلى 15,000 روبية شهريًا، ستستفيد المشاريع الصغيرة والمتوسطة من رفع عتبة بدء إجراءات الإعسار بموجب قانون الإعسار والإفلاس من 100,000 روبية إلى 10 ملايين روبية. تلقّت حكومات الولايات تعليمات وإرشادات مختلفة مثل استخدام الإيرادات المعدنية في المقاطعات لتلبية الاحتياجات الصحية المتعلقة بالجائحة.
- في 26 مارس، شاركت الهند في «قمة قادة مجموعة العشرين الاستثنائية» الافتراضية. قررت دول مجموعة العشرين ضخ أكثر من 5 تريليون دولارًا في الاقتصاد العالمي لمواجهة آثار الجائحة. واتفقت على العمل معًا لدعم منظمة الصحة العالمية بغية تطوير لقاح للمرض وتوفيره. إضافة إلى تبادل المعلومات بشفافية وسرعة، ومشاركة المواد اللازمة للبحث والتطوير ومشاركة البيانات. وتوسيع القدرات التصنيعية للوازم الطبية، وضمان التدفق السلس للإمدادات الحيوية.
- في 27 مارس أعلن حاكم بنك الاحتياطي الهندي شاكتيكانتا داس عن عدة إصلاحات منها تعليق دفع مستحقات القروض الشهرية لثلاثة أشهر وخفض أسعار إعادة الشراء (الريبو). ومن الإجراءات الأخرى المتخذة توفير ما مجموعه 374,000 كرور (52 مليار دولار أمريكي) للنظام المالي في البلاد. أعلنت حكومة دلهي أنها ستقدم الطعام مجانًا لنحو 400,000 شخص يوميًا بدءًا من 28 مارس،[49] وحددت أكثر من 500 مركز للإغاثة من الجوع.[50]
- في 27 مارس قررت حكومة راجستان اقتطاع رواتب مسؤوليها وموظفيها من يوم إلى خمسة أيام.[51][52]
- في 28 مارس، أطلق رئيس الوزراء صندوقًا جديدًا باسم (صندوق رئيس الوزراء لمساعدة المواطنين والإغاثة في الحالات الطارئة) لمواجهة مثل هذه الحالات.[53]
- في 30 مارس أعلنت حكومة أتر برديش عن نقل 611 كرور روبية (86 مليون دولار أمريكي) إلى 2715,000 عامل في إطار خطة قانون مهاتما غاندي لضمان العمالة الريفية الوطنية.[54]
- في 1 أبريل، أعلن بنك الاحتياطي الهندي عن مزيد من الإجراءات لمواجهة التداعيات الاقتصادية لكوفيد-19.[55] منها زيادة السلف التي يقدمها بنك الاحتياطي الهندي للولايات والبنوك وزيادة السيولة قصيرة الأجل لتوفير الإغاثة لحكومات الولايات، ومُنح المصدرون بعض التسهيلات من خلال تخفيف قيود إعادة الأموال إلى الوطن.[55]
- في 2  أبريل، وافق البنك الدولي على تمويل طارئ قيمته مليار دولار أمريكي للهند لمواجهة كوفيد-19 تحت عنوان «الاستجابة الطارئة لكوفيد-19 ومشروع تأهب النظم الصحية في الهند».  [56][57][58]
- في 3 أبريل، أفرجت الحكومة المركزية عن 17,287 كرور (2.4 مليار دولار أمريكي) إلى ولايات مختلفة للمساعدة في مكافحة الفيروس. ووافقت وزارة الداخلية على تخصيص 11,092 كرور (1.6 مليار دولار أمريكي) من الصندوق الحكومي لإدارة مخاطر الكوارث لإغاثة الولايات.[59]
- في 6 أبريل، أُعلن عن خفض رواتب الرئيس ونائب الرئيس ورئيس الوزراء والمحافظين وأعضاء البرلمان والوزراء بنسبة 30% مدة سنة.[60][61] وتقرر تعليق خطة أعضاء البرلمان للتنمية المحلية مدة عامين وتحويل الأموال التي تبلغ نحو 7,900 كرور روبية (1.1 مليار دولار أمريكي)، إلى الصندوق الموحد للهند.[61]
- في 8 أبريل، سمحت إدارة النفقات في وزارة المالية للولايات باقتراض سوقي صافي بقيمة 481,320 كرور روبية (45 مليار دولار أمريكي) في الفترة بين أبريل وديسمبر.[62][63] مُنح 3000 كرور روبية (420 مليون دولار أمريكي) بموجب خطة رئيس الوزراء لرعاية الفقراء (برادان مانتري غاريب كاليان يوجانا) لأكثر من 20 مليون عامل بناء في مختلف الولايات والأقاليم الاتحادية.[64][65] وستفرج الحكومة عن 18,000 كرور روبية (2.5 مليار دولار أمريكي) لتوفير الإغاثة لدافعي الضرائب خلال أزمة كوفيد-19.[66]
- في 10 أبريل أكد بنك التنمية الآسيوي على مساعدة الهند بقيمة 15,800 كرور روبية (2.2 مليار دولار أمريكي) لمكافحة جائحة كوفيد-19.[67]
- في 14 أبريل، الساعة 10 صباحًا، ألقى رئيس الوزراء خطابًا عامًا أعلن فيه تمديد الإغلاق على الصعيد الوطني، وبدء إعادة افتتاحه بحذر. «من وجهة نظر الاقتصاد، يبدو الإغلاق مكلفًا بلا شك الآن، ولكن بالمقارنة مع حياة المواطنين الهنود، لا يساوي شيئًا».[68]

#### الطور الثاني للإغلاق (15 أبريل-3 مايو)
- في 15 أبريل أعلنت وزارة الداخلية عن إرشادات جديدة للإغلاق 2.0، منها توجيه جميع الأنشطة الزراعية والبستانية للعمل بكامل طاقتها.[69] والسماح لشركات تكنولوجيا المعلومات بالعمل بنسبة 50% من موظفيها.[70] مع رفع القيود جزئيًا اعتبارًا من 20  أبريل.[71]

- في 17 أبريل، أعلن بنك الاحتياطى عن مزيد من الإجراءات لمواجهة الآثار الاقتصادية للجائحة بما فيها تقديم 50,000 كرور روبية (7.0 مليار دولار أمريكي) لتمويل البنك الوطني للزراعة والتنمية الريفية، وبنك الهند للتنمية الصناعية، والبنك الوطني للإسكان من خلال توفير المزيد من الإغاثة لحكومات الولايات، وزيادة السلف التي يقدمها بنك الاحتياطي الهندي للولايات والبنوك بنسبة 60%.[17]
- في 18 أبريل، عدلت الهند سياسة الاستثمار الأجنبي المباشر لحماية الشركات الهندية من «الاستحواذات الانتهازية» خلال جائحة كوفيد-19.[72][73]

- في 20 أبريل، من المتوقع استئناف النشاط الاقتصادي في نطاق محدود خارج مناطق احتواء كوفيد-19.[74] خلال هذا التخفيف الانتقائي للقيود، ستظل الكثير من الأنشطة مغلقة كالمؤسسات التعليمية، وحركة القطارات، وقاعات السينما، ومراكز التسوق، وصالات الألعاب الرياضية.[75]

- في 21 أبريل أعلن أن فريقًا من «مجلس تكنولوجيا المعلومات والتنبؤ والتقييم» التابع لإدارة العلوم والتكنولوجيا يجهز ورقة بيضاء حول إنعاش الاقتصاد الهندي. يملك مجلس تكنولوجيا المعلومات والتنبؤ والتقييم «تفويضًا بالتفكير للمستقبل».[76]

- في 23 أبريل قررت حكومة كيرالا تأجيل دفع رواتب الموظفين مدة شهر. وستخفض الحكومة رواتب جميع فئات الموظفين الحكوميين ويشمل ذلك المعلمين وموظفي الجامعات والعاملين في شركات الدولة، بما يعادل أجر ستة أيام كل شهر.[77][78]

- في الفترة من 23 إلى 24 أبريل اتفقت بنوك منظمة شنغهاي للتعاون على «خارطة طريق مشتركة للانتعاش الاقتصادي».[79]

- في 25 أبريل، سمحت وزارة الداخلية بفتح بعض المحلات التجارية تحت قيود معينة.[80] وفقًا لما تمليه «التوجيهات الوطنية لإدارة كوفيد-19»، ستظل محلات المشروبات الكحولية وبعض المحلات التجارية الأخرى مغلقة.[81] لا ينطبق هذا التخفيف على النقاط الساخنة.[82] (بلاغ رسمي)

- في 28 أبريل، وافق بنك التنمية الإفريقي على إقراض الهند 10,500 كرور روبية (1.5 مليار دولار أمريكي) لمواجهة الجائحة. * في 28 أبريل، وافق بنك التنمية الإفريقي على إقراض الهند 10,500 كرور روبية (1.5 مليار دولار أمريكي) لمواجهة الجائحة.

#### الطور الثالث للإغلاق (5 مايو-17 مايو)
- في5 مايو، علقت ولاية ماهاراشترا عمليات رأس المال حتى شهر مارس في السنة القادمة وفرضت خفضًا بنسبة 67% في الإنفاق على التنمية للفترة 2020-2021. وهو أكبر خفض في الإنفاق منذ تشكيل الدولة.[83]

- في 7 مايو، في محادثة هاتفية مع وزير خارجية الهند، طلب وزير خارجية اليابان «التعاون من أجل استئناف أنشطة الشركات اليابانية في الهند». تملك اليابان نحو 1400 شركة في الهند. [84][85]

- في 11 مايو، طلب رئيس وزراء الهند من جميع رؤساء وزراء الولايات في اجتماع معهم وضع خطة لاستئناف النشاط الاقتصادي بعد التمديد الثالث للإغلاق في 17 مايو. شدد رئيس الوزراء على ضرورة البدء في إعادة فتح الاقتصاد، في حين أبدى بعض رؤساء الوزراء شكوكهم حول طبيعة تخفيف القيود.

##### إعلانات الحزم الاقتصادية (12 مايو-17 مايو)
- في 12 مايو أعلن رئيس الوزراء عن حزمة اقتصادية بقيمة 20  لَك كرور روبية (280 مليار دولار أمريكي)، مشيرًا إلى أن الطور الرابع من الإغلاق سيكون مختلفًا وبقواعد جديدة.[86] يشمل مبلغ 20 لك كرور روبية هذا على الحزم الحكومية السابقة (1.7 لك كرور روبية) بالإضافة إلى قرارات بنك احتياطي الهند( 5-6 لك كرور روبية). وهو ما يشكل نحو 40% من الحزمة.[87]

- في 13 مايو، تحدثت وزيرة المالية، نيرمالا سيتارامان، ووزير الدولة للشؤون المالية والشركات أنوراج ثاكور، بالتفصيل عن الحزمة المالية التي أعلن عنها رئيس الوزراء في اليوم السابق.[88][89]

- في 14 مايو واصلت وزيرة المالية لليوم الثاني الإعلان عن تفاصيل الحزمة الاقتصادية. وشُمل المهاجرون والمزارعون والباعة الجوالون من بين آخرين في الحزمة وجرى التأكيد على خطة «أمة واحدة بطاقة تموينية واحدة». [90][91]

## الوضع الاقتصادي
تأثرت الشركات في الهند بنسبة وصلت إلى 53% بعد عمليات الإغلاق التام بسبب كوفيد-19. بحلول 24 أبريل، ارتفع معدل البطالة بنسبة 19% تقريبًا خلال شهر، ليصل إلى 26% من في جميع أنحاء الهند، ذلك وفقًا لـ «مركز مراقبة الاقتصاد الهندي». فقد نحو 140,000,000 هندي وظائفهم أثناء الإغلاق التام. أبلغت أكثر من 45% من العائلات في جميع أنحاء البلاد عن انخفاض في دخلها مقارنةً بالعام السابق. نفذت الفنادق وشركات الطيران سياسة خفض الرواتب وتسريح الموظفين. انخفضت عائدات إحدى الشركات بنسبة 95% تقريبًا في الفترة من مارس إلى أبريل، ما أدى إلى تسريح 1400 عامل. تشير التقديرات إلى أن الخسارة التي لحقت بصناعة السياحة ستبلغ 2.1 مليار دولار أمريكي لشهري مارس وأبريل فقط. يقدر اتحاد الصناعة الهندية وغرفة التجارة والصناعة الهندية أن شريحة كبيرة من القوى العاملة في مجال السياحة في البلاد ستواجه البطالة. شهدت صناعة المناسبات الحية خسارة تقدر بنحو 420 مليون دولار أمريكي. تأثر عدد من الشركات الناشئة أيضًا بانخفاض التمويل. يظهر تقرير داتالابس انخفاضًا بنسبة 45% في إجمالي تمويل مرحلة النمو (سلسلة أ) مقارنة بالربع الرابع من عام 2019. وفقًا لتقرير شركة كيه بي إم جي، انخفض رأس المال الاستثماري في الشركات الهندية الناشئة بنسبة تزيد عن 50% في الربع الأول من عام 2020 مقارنة بالربع الرابع من عام 2019.
في أبريل، قال رئيس البنك الاحتياطي الهندي السابق راغورام راجان إن جائحة كوفيد-19 في الهند قد تكون «أعظم حالة طوارئ منذ الاستقلال»، بينما قال كبير المستشارين الاقتصاديين السابق أنه يجب على الهند الاستعداد لمواجهة معدل النمو السلبي في عام 2021.
من المتوقع أن يخسر الاقتصاد الهندي أكثر من (4 مليار دولار أمريكي في كل يوم خلال أول 21 يومًا من الإغلاق التام، وفقًا لوكالة تصنيف الشركات الصغيرة والمتوسطة في الهند، وهي وكالة تصنيف ائتماني معتمدة. قال باركليز إن تكلفة أول 21 يومًا من الإغلاق التام بالإضافة إلى اليومين الأخيرين السابقين ستبلغ نحو 120 مليار دولار أمريكي. سعى اتحاد الصناعة الهندية للحصول على حزمة تحفيز مالي اقتصادي بنسبة 1% من الناتج المحلي الإجمالي للهند تصل إلى 28 مليار دولار أمريكي. قالت مجموعة جيفريز إن الحكومة يمكنها أن تنفق 18 مليار دولار أمريكي لمكافحة تأثير هذه الجائحة. يقول الاقتصاديون في بلومبرغ إنه يجب إنفاق ما لا يقل عن 30 مليار دولار أمريكي. قال أرفيند سوبرامانيان هو اقتصادي هندي وكبير المستشارين الاقتصاديين السابق، أن الهند ستحتاج إلى 10 تريليون روبية (140 مليار دولار أمريكي).

### تقديرات الناتج المحلي الإجمالي
في 27 مارس، خفّضت خدمة موديز إنفستورز تقديراتها لنمو الناتج المحلي الإجمالي في الهند لعام 2020 من 5.3% إلى 2.5%. عدلت وكالة فيتش تقديراتها للنمو في الهند إلى 2 %، ثم خفضت التصنيفات والأبحاث في الهند التقدير لسنة 2021 إلى 3.6%.
في أبريل 2020، خفّض البنك الدولي ووكالات التصنيف النمو الاقتصادي في الهند لسنة 2021 بأقل أرقام شهدتها الهند منذ ثلاثة عقود منذ التحرير الاقتصادي للهند في التسعينيات من القرن الماضي. في 12 أبريل 2020، ذكر تقرير البنك الدولي المُركّز على جنوب آسيا أنه من المتوقع أن ينمو الاقتصاد الهندي بنسبة 1.5% إلى 2.8% في 2021. قال تقرير البنك الدولي إن هذه الجائحة «ضاعفت من المخاطر الموجودة مسبقًا على التوقعات الاقتصادية للهند». في منتصف أبريل، كانت توقعات نمو الناتج المحلي الإجمالي من قبل صندوق النقد الدولي بنسبة 1.9% وبقيت النسبة الأعلى بين دول مجموعة العشرين. قدر اتحاد الصناعة الهندية أن الناتج المحلي الإجمالي للهند سيكون بين 0.9% و 1.5%.
توقعات الناتج المحلي الإجمالي في السنة المالية 21 بعد الإعلان عن الحزمة الاقتصادية:
| إس إن | الوكالة      | التقدير    |
| 1     | برنشتاين     | 7%-        |
| 2     | آي سي إر إيه | 5%-        |
| 3     | غولدمان ساكس | 5%-        |
| 4     | نومورا       | 5%-        |
| 5     | إس بي آي     | 4.70%-     |
| 6     | تقييم كير    | 1.5%-1.6%- |

قال كبير المستشارين الاقتصاديين السابق للحكومة في 28 أبريل إن الهند يجب أن تستعد لمعدل نمو اقتصادي سلبي في عام 2021. خفّضت العديد من الوكالات توقعاتها للناتج المحلي الإجمالي لعام 2021. خفّضت وكالة التصنيف الدولية للتصنيف الائتماني التقديرات إلى -5%، توقّع أيضًا بنك غولدمان ساكس نفس التقدير السابق. تشير هذه التقديرات إلى حدوث ركود عميق.

### الطاقة
انخفضت إشعاعات الإضاءة الليلية في دلهي بنسبة 37.2% مقارنةً بالفترة ما بين 1 و31 مارس 2019. وكان هذا أكبر انخفاض حاصل في الهند، وانخفضت في بنغالور بنسبة 32% بينما تراجعت في مومباي بنسبة 29%. انخفض الطلب على الوقود في الهند في أبريل 2020 مقارنة بالعام السابق بنحو 46 %. كان استهلاك الوقود هو الأدنى منذ عام 2007. ارتفعت مبيعات غاز الطهي بنسبة 12% تقريبًا. وقدّر تقرير وكالة الطاقة الدولية في أبريل أن استهلاك الهند السنوي للوقود سينخفض بنسبة 5.6% في عام 2020. سينخفض الطلب على الديزل بنحو 6%.

### الزراعة
أُغلقت مزارع الشاي بسبب مشاكل لوجستية وأُلغي حصاد الموسم الأول. تأثير هذه المشاكل على الموسم الثاني غير معروف. ستشهد صناعة الشاي في دارجيلنغ انخفاضًا كبيرًا في الإيرادات. ونتيجةً لذلك، قد تنخفض صادرات الشاي بنسبة 8%.
سيُعاد افتتاح الأعمال الزراعية، مثل: مزارع الألبان والشاي والقهوة، بالإضافة إلى المتاجر والصناعات المرتبطة بها اعتبارًا من 20 أبريل، وذلك بموجب الإرشادات الجديدة لإعادة تنشيط الاقتصاد والتخفيف من إجراءات الإغلاق.

### الصناعة
علّقت بعض الشركات الكبرى في الهند، مثل: لارسن أند توبرو وباهارات فورغ وإلتراتيك سيمينت وجناح الأزياء والتجزئة لمجموعة إديتيا بيرلا وتاتا موتورز وثيرماكس، أعمالها مؤقتًا أو خفّضتها بشكل كبير في العديد من المرافق والمصانع في جميع أنحاء البلاد. أوقفت الشركات المنتجة لأجهزة آيفون في الهند أغلب أعمالها. وضعت جميع شركات السيارات تقريبًا حدًا للإنتاج حتى إشعار آخر. قررت العديد من الشركات أن تظل مغلقة حتى 31 مارس على الأقل مثل كيومنز التي أغلقت مكاتبها مؤقتًا. أغلقت هندوستان يونيليفر وشركة آي تي سي ودابور، أغلب معاملها باستثناء المصانع المنتجة للأساسيات. أوقف كل من شركة فوكسكون و شركة ويسترون ومنتجي الآيفون، الإنتاج بعد أوامر الإغلاق التام لمدة 21 يومًا.

### سوق الاسهم
سجلت أسواق الأسهم في الهند في 23 مارس 2020 أسوأ الخسائر في التاريخ. انخفض مؤشر سينسيكس 4000 نقطة (13.15%) وانخفض مؤشر نيفتي بقيمة 1150 نقطة (12.98%). ومع ذلك، في 25 مارس، بعد مرور يوم واحد على إعلان الإغلاق التام لمدة 21 يومًا من قبل رئيس الوزراء، سجل مؤشر سينسيكس أكبر المكاسب عبر 11 عامًا، مضيفًا قيمة 66 مليار دولار للمستثمرين. في 8 أبريل، بعد إشارة إيجابية من وول ستريت باحتمال وصول الجائحة إلى ذروتها في الولايات المتحدة، ارتفعت أسواق الأسهم في الهند بشكل حاد مرة أخرى. وبحلول 29 أبريل، عقد نيفتي علامة 9500.

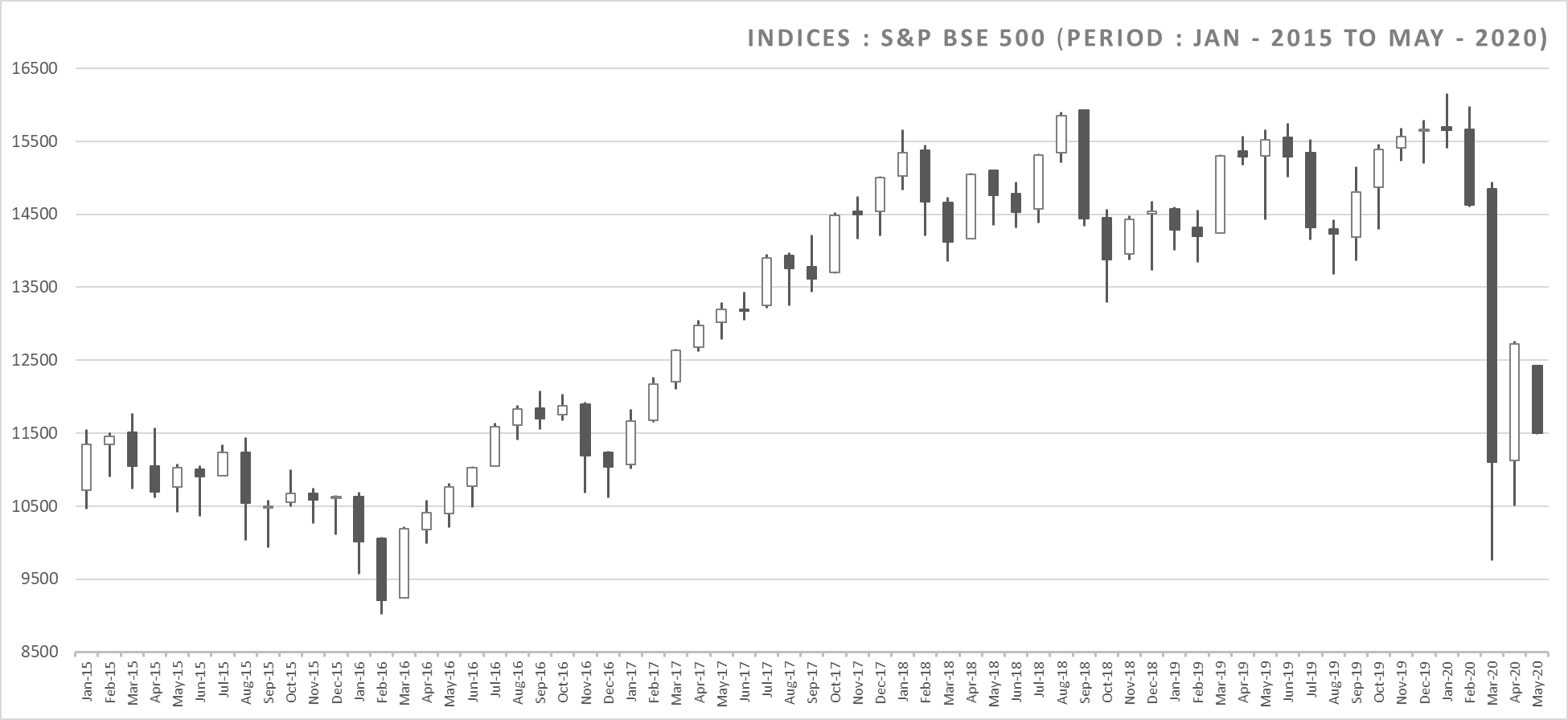
المؤشرات: إس وبّي 500 (الفترة من يناير - 2015 إلى مايو - 2020). مفتوح، مرتفع، منخفض، مغلق. يدل اللون الأسود على الانخفاض، بينما يدل اللون الأبيض على الارتفاع

### التجارة الإلكترونية
في الأسبوع الثالث من مارس، أعلنت أمازون أنها ستتوقف عن بيع المواد غير الضرورية في الهند حتى تتمكن من التركيز على الاحتياجات الأساسية. اتبعت أمازون نفس الاستراتيجية في إيطاليا وفرنسا. في 25 مارس، أوقفت فليب كارت التابعة لشركة وول مارت بعض خدماتها مؤقتًا على منصة التجارة الإلكترونية الخاصة بها واقتصرت على بيع وتوزيع الأساسيات. بدأت شرطة دلهي في إصدار تصاريح دخول لوكلاء التوصيل لتسهل عليهم إبقاء سلسلة التوريد مفتوحة. طالبت شركات التجارة الإلكترونية أيضًا توضيحًا قانونيًا وتحديد ما هي المواد «الأساسية» المسموح بيعها.
في 20 أبريل، مدّد تيلانغانا الإغلاق التام حتى 7 مايو. لن يُسمح لكل من سويغي وزوماتو بالعمل خلال فترة التمديد هذه.

### الدفاع
أجّلت إدارة الشؤون العسكرية بقيادة رئيس أركان الدفاع جميع عمليات الاستحواذ على رأس المال إلى أن تتراجع الجائحة. لن تُعقد صفقات دفاعية رئيسية جديدة في بداية عام 2020-2021. لن يتأثر تاريخ تسليم أنظمة الصواريخ إس-400، بينما قد يتأخر تسليم طائرات داسو رافال المقاتلة. في 24 مارس، أكّدت فرنسا أنه لن يكون هناك تأخير في تسليم طائرة داسو رافال.

## المخاوف والتعقيبات عليها
توجد مخاوف متعلقة بقدرة الحكومة على إيجاد التمويل اللازم لمحاربة فيروس كورونا ومنع انهيار الاقتصاد في آن واحد. يرى الخبراء أنه يجب على وحدات العمل النظر في معايير «إن بّي إيه»، ومدفوعات الضرائب ودعم دخل العاملين في القطاعات غير المنظمة. يجري النظر أيضًا في خطة التحويل النقدي مباشر من أجل الفئات الأضعف، كما حدث في دول أخرى.

### الخطر الاقتصادي مقابل الخطر الصحي
في مارس، صرح المدير التنفيذي في مؤسسة سيروم الهندية، أدار بوناوالا، أن «الخطر الاقتصادي للتفشي يزداد أسّيًا بصورة أكبر من المخاطر الصحية». في 29 أبريل، صرح الملياردير الهندي ن. ر. نارايانا مورثي أن الهند ستشهد وفيات أكبر بسبب الجوع من تلك الناتجة عن الجائحة، في حال استمرار الإغلاق التام.

### سلاسل التوريد واللوجستيات
انهارت العديد من سلاسل التوريد الرئيسية بعد الإغلاق التام. حثت شركة بريتانيا للصناعات، الداعمة للإغلاق التام، الحكومة على ضمان عدم إعاقة حركة المواد الخام بين الدول من أجل صناعات معالجة الأغذية. أفاد المدير العام لشركة بريتانيا أنه «في حال انقطاع حلقة واحدة من سلسلة التوريد، ستنفذ الدولة من مخزون الأغذية المعلبة في غضون 7-10 أيام». على الرغم من فرض حظر السفر بين الدول، إلا أنه لا ينطبق على الأساسيات، إذ لم تنظم شرطة الولاية في العديد من الأماكن مثل ماهاراشترا العملية بعد، الأمر الذي أدى إلى عرقلة سلاسل التوريد. تكتب فيديا كريشنان في مجلة ذا أتلانتيك أن الإغلاق التام قد أثر على حركة السلع الطبية كذلك.
في 29 مارس، سمحت الحكومة بحركة تداول جميع الأساسيات بالإضافة إلى السلع غير الأساسية عبر الدولة خلال الإغلاق التام. كما شمل ذلك سلاسل توريد الحليب والصحف التي استأنفت عملها.

### الرواتب
في 19 مارس، حث رئيس الوزراء الشركات وقطاعات الدخل المرتفع في المجتمع على تولي مسؤولية الاحتياجات الاقتصادية لجميع الأشخاص العاملين في خدمتهم. خلال البث التلفزيوني المباشر، ناشد أيضًا العائلات ألا يقطعوا الأجر عن العمالة المنزلية. بعد الإغلاق التام، عممت الحكومة عددًا من التحذيرات والتوجيهات إذ أمرت الشركات بمواصلة دفع أجور الموظفين من ضمن أشياء أخرى. في 23 مارس 2020، نشرت وزارة المالية مذكرةً مكتبية:
[...] حيثما كان هذا التعاقد، يُطلب من الموظفين المؤقتين والخارجيين في الوزارات/الإدارات والمنظمات الأخرى لحكومة لهند البقاء في المنزل نظرًا إلى أمر الإغلاق التام المتعلق بالوقاية من كوفيد-19 [...] تتعين معاملتهم على أنهم «في الخدمة» خلال فترة غياب الأجور/الرواتب اللازمة التي ستُدفع وفقًا لذلك. [...]

ـــ قسم «إيه دي دي تي»، إدارة النفقات، وزارة المالية
بعد بضعة أيام، ازدادت المخاوف المتعلقة بكيفية استمرار دفع الأجور وإذا ما كانت هذه التوجيهات قانونية بالفعل. كما أثار العمال المهاجرون بعض المخاوف بشأن تطبيق الأوامر، إذ لا يملك العديد من عاملي الأجر اليومي سجلات خاصة بإقالتهم أو رواتبهم المدفوعة أو المخصومة؛ اتسعت دائرة المخاوف لتشمل التشكيك في قدرة الحكومة على فرض أجور الحد الأدنى خلال الإغلاق التام، في الوقت الذي لم تستطع فيه فعل ذلك خلال الأوقات العادية.

### العمال المهاجرون واليد العاملة
بسبب الإغلاق التام، بقي عمال الأجر اليومي (فقراء المدن والعمالة المهاجرة) دون عمل. في الوقت ذاته، أوقفت قيود الإغلاق التام حركة الباصات والقطارات. انتهى أمر عدد كبير من العمال المهاجرين بعودتهم إلى قراهم مشيًا، امتدت بعض هذه الرحلات مئات الكيلومترات. لم يكن التباعد الاجتماعي ممكنًا لدى هؤلاء المهاجرين، الذين سافروا سويةً في مجموعات كبيرة.
بعد فترة وجيزة من تعليمات الحكومة المركزية في أواخر مارس، نصبت حكومات الولاية 21,000 مخيم لتأوي أكثر من 660,000 مهاجر وتوقف النزوح. توفر حكومة دلهي الطعام المجاني من أجل 400,000 شخص يوميًا. وأنشأت أكثر من 500 مركز إغاثي للجوع.
بحلول 5 أبريل، زودت الحكومة إلى جانب «إن جي أو إس» الطعام لأكثر من 7,500,000 شخص على امتداد الدولة وبمعدلات جيدة. من أجل تلبية احتياجات المهاجرين وردعهم عن مغادرة المخيمات، عدلت حكومة كيرلا الطعام المتوفر عبر إضافة أطباق شمال الهند إلى قائمة الطعام، وزودتهم بألواح كيرم وأعادت شحن المنشآت بالهواتف، إلى جانب تأمين الأساسيات الطبية الأخرى مثل الأقنعة والمعقمات والأدوية.
عملت حكومات أوتار براديش وماديا براديش وغوجارات على مراجعة قوانين العمالة الخاصة بها بشكل مؤقت في أوائل مايو، إذ سعت إلى جذب الصناعات والاستثمارات.

### تمديد الإغلاق التام
في 8 أبريل 2020، عبّر المدير العام لشركة باجاج أوتو، راجيف باجاج، عن رأيه في مقال لمجلة التايمز الاقتصادية إذ كتب أن «الإغلاق التام يضعف الهند عوضًا عن تحصينها في مواجهة الوباء»، وأن الإغلاق التام «التعسفي» الحالي غير مناسب إطلاقًا وبحاجة إلى «إعادة تقييم». كما أفاد أن «الهند قد تضطر إلى بيع نفسها لتخرج من أزمة فيروس كورونا».
بعد تمديد الإغلاق التام في 14 أبريل، صرح الأعضاء المعارضين بعدم وجود أي اتفاقية مالية أو أي خطوات أخرى لإنعاش الاقتصاد. غير أن مودي تكلم عن إعادة افتتاح تدريجي للاقتصاد.
كانت تيلانغانا أول ولاية تمدد الإغلاق التام حتى 7 مايو، بعد تاريخ الإغلاق التام الوطني في 3 مايو.

### تعليق عمل «إم بّي إل إيه دي إس»
علقت حكومة مودي، جراء جائحة كورونا، عمل أعضاء خطة البرلمان للتنمية المحلية (إم بّي إل إيه دي إس» لمدة سنتين. أحدث هذا القرار إشكالًا على عدة أصعدة، بما فيها تسببه في مركزية السلطة، وطبيعته المعادية للفيدرالية، وتأثيره في التنمية على المستوى المحلي وتأثير أعضاء البرلمان على مستويات المجتمع الصغيرة في التعامل مع الأزمة. ظهرت دعوات لوقف تمويل إعادة تنمية مشروع فيستا في دلهي، البالغ قدره 20,000 كرور روبية (2.8 مليار دولار أمريكي)، كبديل عن القرار السابق.

## الانتعاش الاقتصادي بعد كوفيد-19
أفاد دوفوري سوباراو، حاكم «آر بي آي» السابق، أن الهند قد تتطلع لانتعاش من الشكل V.

### اقتراحات الانتعاش الاقتصادي
في 23 أبريل، لخص اتحاد الصناعة الهندي (سي آي آي)، في ورقة بعنوان «خطة للانتعاش الاقتصادي»، التدابير الحكومية اللازمة في ثلاثة إجراءات، مثل التحويلات النقدية إلى أصحاب حسابات «جاي إيه إم»، وخطة لحماية ائتمان المشاريع المتوسطة والصغيرة والجزئية (إم إس إم أي إس)، إلى جانب إنشاء مركبة النقل الخاص (إس بّي في/ إس بي أي) للحد من «المخاطر التي قد تعترض الحكومة أثناء توفير السيولة الكافية للصناعة». في 24 أبريل، اقترحت بينا آغاروال، خبيرة اقتصاد التنمية الهندية، أن تصنع الحكومة «مجمعات عمال خضراء عوضًا عن المساحات الخضراء» كجزء من جهودها التدريجية للإغلاق التام. في 28 أبريل، صرح أناند ماهيندرا أن إعادة فتح الإغلاق التام تدريجيًا سيجعل الانتعاش الاقتصادي «بطيئًا بشكل مؤلم»؛ نظرًا إلى ترابط الاقتصاد بشكل كبير، يجب رفع الإغلاق التام بشكل شامل بمجرد انتهاء فترة الإغلاق المثالية الموافقة للبحوث. كما أوصى مجلس الطاقة والبيئة والمياه بانتعاش اقتصادي محافظ على البيئة.

### فرق العمل
يحضر مجلس تكنولوجيا المعلومات والتنبؤ والتقييم (تي آي إف إيه سي)، قسم العلوم والتكنولوجيا، ورقةً بيضاء عن إعادة إحياء الاقتصاد الهندي. إذ تمتلك «تي آي إف إيه سي» «تفويضًا للتفكير بالمستقبل». شكلت حكومة بنجاب مجموعة من الخبراء برئاسة مونتيك سينغ أهلواليا. إلى جانب رئيس الوزراء السابق د. مانموهان سينغ المسؤول عن توجيهها.

### دخل الدولة ونفقاتها
تكبدت حكومات الدولة خسائر فادحة لدرجة اضطرارها إلى إنقاص النفقات الرأسمالية، والخطط الحكومية في المستقبل القريب وإيجاد وسائل بديلة لدفع الرواتب. انخفض التحصيل الضريبي لحكومة دلهي بنسبة 90% مقارنةً بعام 2019، إذ تخطط للحصول على القروض ورفع الضرائب في بعض القطاعات. أمرت ماهاراشترا بإيقاف جميع الأعمال الرأسمالية الجديدة حتى مارس من العام المقبل؛ وأنقصت إنفاق خطط التنمية الحكومية بنسبة 67% لهذه السنة المالية.

#### الخمور
فرضت حكومتا دلهي وأندرا ضرائب «كورونا» إضافية بنسبة 70-75% على الخمور. تُعتبر ضرائب الخمور المحلية ثالث أكبر مصدر للدخل في عدد من الولايات، أي ما يقارب 10-15% من إجمالي التحصيل الضريبي في بعض الولايات. أثر المنع خلال الإغلاق الكلي على مبيعات الكحول، ما أثر بدوره على إيرادات الدولة.

### صُنع في الهند

#### الدفاع
في أيار، أكد رئيس أركان الدفاع، الجنرال بيبين راوات، على حاجة الهند إلى تخفيض واردات الدفاع المكلفة ودعم الإنتاج المحلي.
«أثر كوفيد-19 على الجميع [...] جعلنا نعيد النظر في أولويات عملياتنا وما نحتاج إليه حقًا. [...] تعزيز «صُنع في الهند» من خلال دعم الصناعة المحلية حتى مع تسليم الأسلحة بنسبة 70% فقط من «جي إس كيو آر إس» (متطلبات الموظفين النوعية العامة) في البداية... عندما تُتاح لهم الفرصة، سيقدمون في النهاية أحدث التقنيات. [...] لسنا بقوات عسكرية عليها الانتشار حول العالم [...] لا يجب استحواذ كمية كبيرة من العائدات عن طريق تحريف متطلبات عملياتنا».

### إعادة افتتاح الاقتصاد
في الأسبوع الثاني من مايو، بدأت الشركات في التحضير لاستئناف عملياتها. فتحت بعض الشركات مكاتب بأقصى قوة مسموحة وصلت إلى 33% بينما اتبعت شركات أخرى نهجًا أكثر حذرًا لا يتجاوز 5%.